# Dubai Tour 2016
Die 3. Dubai Tour 2016 fand vom 3. bis zum 6. Februar 2016 in den Vereinigten Arabischen Emiraten statt. Dieses Rennen ist Teil der UCI Asia Tour 2016 und war dort in der Kategorie 2.HC eingestuft.

## Teilnehmende Mannschaften
| WorldTeams (10)- Astana - BMC Racing Team - Dimension Data - Etixx-Quick Step - Giant-Alpecin - Lampre-Merida - Movistar Team - Sky - Tinkoff - Trek-Segafredo Professional Continental Teams (3)- CCC Sprandi Polkowice - Team Novo Nordisk - ONE Pro Cycling Continental Teams (3)- Al Nasr-Dubai - Skydive Dubai-Al Ahli Club - Wiggins |
| |

## Etappen
| Etappe    | Datum   | Etappenorte        | type            | Länge (km) | Etappensieger    | Gesamtführender |
| --------- | ------- | ------------------ | --------------- | ---------- | ---------------- | --------------- |
| 1. Etappe | 3. Feb. | Dubai – Fudschaira | Flachetappe     | 173        | Marcel Kittel    | Marcel Kittel   |
| 2. Etappe | 4. Feb. | Dubai – Dubai      | Flachetappe     | 183        | Elia Viviani     | Elia Viviani    |
| 3. Etappe | 5. Feb. | Dubai – Hatta      | Hügelige Etappe | 172        | Juan José Lobato | Giacomo Nizzolo |
| 4. Etappe | 6. Feb. | Dubai – Dubai      | Flachetappe     | 137        | Marcel Kittel    | Marcel Kittel   |

## Wertungsübersicht
| Etappe         | Etappensieger    | Gesamtwertung · | Punktewertung · | Sprintwertung ·    | Nachwuchswertung · |
| -------------- | ---------------- | --------------- | --------------- | ------------------ | ------------------ |
| 1              | Marcel Kittel    | Marcel Kittel   | Marcel Kittel   | Soufiane Haddi     | Soufiane Haddi     |
| 2              | Elia Viviani     | Elia Viviani    | Elia Viviani    | Marcin Białobłocki | Soufiane Haddi     |
| 3              | Juan José Lobato | Giacomo Nizzolo | Giacomo Nizzolo | Marcin Białobłocki | Soufiane Haddi     |
| 4              | Marcel Kittel    | Marcel Kittel   | Marcel Kittel   | Marcin Białobłocki | Soufiane Haddi     |
| Wertungssieger | Wertungssieger   | Marcel Kittel   | Marcel Kittel   | Marcin Białobłocki | Soufiane Haddi     |